# Пишельсдорф-ин-дер-Штайермарк
Пишельсдорф-ин-дер-Штайермарк (нем. Pischelsdorf in der Steiermark) — ярмарочная коммуна (нем. Marktgemeinde) в Австрии, в федеральной земле Штирия.
Входит в состав округа Вайц. Население составляет 2456 человек (на 31 декабря 2005 года). Занимает площадь 17,31 км². Официальный код — 61737.

## Политическая ситуация
Бургомистр коммуны — Эрвин Мартерер (АНП) по результатам выборов 2005 года.
Совет представителей коммуны (нем. Gemeinderat) состоит из 15 мест.
- АНП занимает 9 мест.
- СДПА занимает 4 места.
- АПС занимает 1 место.
- местный блок: 1 место.